# Okandja
Okandja – miasto w prowincji Górne Ogowe w Gabonie. W 2008 roku zamieszkiwało je ok. 9 tys. ludzi.